# Капанен, Каспери
Каспери Капанен (фин. Kasperi Kapanen; род. 23 июля 1996, Куопио) — финский хоккеист, нападающий клуба «Эдмонтон Ойлерз» и сборной Финляндии по хоккею.

## Карьера

### Клубная

#### Финляндия
Начал карьеру на родине, с 15 лет выступая за юношескую команду «КалПа-U16»; он был вторым по набранным очкам игроком команды. Играя в следующем сезоне за команду «КалПа-U18», он стал вторым по результативности и набранным очкам игроком. Повышая свою результативность, он был повышен в «КалПа-U20», где стал лучшим бомбардиром команды и четвёртым по набранным очкам.
Начал карьеру за «КалПа», играя в одной команде вместе со своим отцом Сами Капаненом; он провёл 13 игр, в которых забросил 4 шайбы. Он продолжил играть за «КалПу», играя также и за «КалПа-U18».
На драфте НХЛ 2014 года был выбран в 1-м раунде под общим 22-м номером клубом «Питтсбург Пингвинз». 11 июля 2014 года подписал с командой трёхлетний контракт новичка. При этом он покинул Северную Америку и вернулся на родину, где отыграл сезон за родную команду.

#### НХЛ
1 июля 2015 года он был обменян в «Торонто Мейпл Лифс» с группой игроков. После перехода в «Торонто», он был переведён в фарм-клуб «Торонто Марлис»; был самым молодым игроком в АХЛ и одним из ярких в команде. Первый матч сыграл в НХЛ 29 февраля 2016 года против «Тампы-Бэй Лайтнинг», в котором «молнии» выиграли 2:1. Отыграв ещё девять матчей и не набрав в них очков, он вернулся в фарм-клуб и доиграл часть сезона.
В новом сезоне он стал одним из результативных игроков «Торонто Марлис»; 8 апреля 2017 года он забил первую шайбу в НХЛ в ворота «Питтсбурга», а «Торонто» выиграл матч со счётом 5:3. В плей-офф Кубка Стэнли в серии с «Вашингтон Кэпиталз», во втором мачте он оформил дубль и помог команде выиграть со счётом 4:3. Проиграв в серии со счётом 4-2, «Торонто» вылетел из плей-офф, в который попал впервые с 2013 года.
Сезон 2017/18 он начал за фарм-клуб и дважды вызывался в основную команду. В плей-офф Кубка Стэнли в серии с «Бостоном», в 7-м матче забросил шайбу в меньшинстве, став самым молодым игроком в истории НХЛ, который установил это достижение. Несмотря на это, «Торонто» проиграл матч 7:4 и серию с общим счётом 4-3.
28 июня 2019 года продлил контракт с клубом на три года.
Отыграв сезон в «Торонто», он вошёл в сделку по обмену игроков и 25 августа 2020 года был обменян в «Питтсбург Пингвинз». После двух проведённых сезонов в составе «пингвинов» 21 июля 2022 года подписал новый двухлетний контракт с клубом.
23 февраля 2023 года был выставлен на драфт отказов, откуда 26 февраля его забрал «Сент-Луис Блюз».

### Международная
Играл за юниорскую сборную Финляндии на ЮЧМ-2013 и ЮЧМ-2014. В 2013 году он стал лучшим бомбардиром сборной по голам и вторым по набранным очкам; на турнире финны завоевали бронзовые медали.
Играл за молодёжную сборную на МЧМ-2015 и МЧМ-2016; в 2016 году на домашнем турнире в составе сборной стал чемпионом мира. В финале он забросил победную шайбу, поразив ворота сборной России, а финны выиграли со счётом 4:3.
Играл за сборную Финляндии на ЧМ-2018; на турнире забросил 3 шайбы. Финны вылетели в 1/4 финала, проиграв со счётом 2:0 будущим финалистам турнира сборной Швейцарии.

## Семья
Сын известного в прошлом хоккеиста Сами Капанена.

## Статистика
| Легенда | Легенда                    | Легенда | Легенда                   | Легенда | Легенда    |
| ------- | -------------------------- | ------- | ------------------------- | ------- | ---------- |
| И       | Количество проведённых игр | Штр     | Штрафное время            | +/−     | Плюс-минус |
| Г       | Голы                       | П       | Голевые передачи          | О       | Очки       |
| -       | Статистика неизвестна      | —       | Статистика не учитывалась |         |            |